# 日本ネットワークインフォメーションセンター
一般社団法人日本ネットワークインフォメーションセンター（にほんネットワークインフォメーションセンター、英語: Japan Network Information Center）は、コンピュータネットワークの円滑な利用のための研究及び方針策定などを通じて、ネットワークコミュニティの健全な発展を目指し、学術研究・教育及び科学技術の振興、並びに情報通信及び産業の発展に資することにより、日本経済社会の発展と国民生活の向上に寄与することを目的（定款第3条）とする法人である。略称はJPNIC（定款第1条）。

## 概説
1991年（平成3年）に発足した任意団体のJNICが前身である。JNIC発足時に junet-admin（JUNET管理グループ）から.jpドメイン名登録管理業務を、bind-adminからDNS運用管理業務を引き継いだ。
その後、1993年（平成5年）にJPNICと改称し、1997年3月31日に社団法人として設立された。2002年（平成14年）に.jpドメイン名登録管理業務を株式会社日本レジストリサービスへ移管。
2013年4月（平成25年）に一般社団法人に移行。

## 国別インターネットレジストリ（NIR）
JPNICは日本における国別インターネットレジストリ（National Internet Registry; NIR）であり、国内のIPアドレスやAS番号の割り振りを行っている。そのほか、ICANNの日本での連絡役であり、日本のルートDNSサーバの管理（運用は日本レジストリサービス）も行っている。東部・南部アジア・太平洋エリアを管轄する地域インターネットレジストリ「APNIC」に加盟。

## 事業内容
- IPアドレス事業
  - IPv4アドレス、IPv6アドレス、AS番号の登録管理業務
  - インターネットルーティングレジストリ(IRR)の運営管理
  - IPアドレス、AS番号登録管理のポリシー・ガイドラインの策定、および、これらに関する国際調整
  - 日本国内と世界の方針策定・運用の調整
  - IPアドレス、AS番号に関する調査・研究業務
- インターネット基盤整備事業
  - メールマガジン、会報誌、Webによる各種情報提供業務
  - Internet Week、セミナーの開催による普及・啓発業務
  - インターネット基盤整備にかかる各種関係団体との調整・連携業務
  - インターネットセキュリティに関する業務
  - 調査・研究業務
  - JPドメイン名の管理支援業務および公共性の担保に関する業務